# 東國大學
東國大學（：／）是韓國首爾頂尖私立綜合大學之一，校本部位於韓國首爾市南山公園森林附近，和慶尚北道慶州市，於1906年創建，1946年升格為大學。目前為韓國最強的影像藝術大學。
東國大學醫學院及韓醫學院以及藝術設計系歸屬於東國大學wise校區，高陽BMC校區則為生命科學校區，首爾本校區則獨佔Ai半導體及戲劇電影等專業。

2023年，東國大學僅首爾單校區就在QS世界大学排名排行全球第481名亞洲第74名，在AWRU專業排名中也有部分理工專業來到世界百強。
其中以出產眾多明星藝人的戲劇电影學系最為聞名，東國大學有全韓國最先進也是韓國電影誕生之地的忠武路影像中心，其在韓國有較高知名度和學術地位，東國大學還與建國大學和檀國大學並稱為「三國」大學，更在國內被中央日報評為綜合排名前十的大學名校。
因其佛教背景，wise分校也開設了少見的佛教藝術設計及宗教研究科。
截止2024年，東國大學已全面普及融合專業改革
歷史方面，可能是由於其公共行政專業在韓國的知名學術地位，或是在日治時期就留下來的校園風氣，在相關政治活動與2024年尹錫悅總統戒嚴事件中，東國大學wise校區為少見的非首爾地區大學有所行動的學校。<ref> https://www.hani.co.kr/arti/society/society_general/1168460.html#ace04ou （页面存档备份，存于）<ref>

## 學院系所

### 本科
| - 佛教學院 - 佛教學部 ─ 佛教學專業 - 社會福利學系 - 文學院 - 國語（韓語）國文,文藝創作學部 ─ 国语国文专业、文艺创作专业 - 英語英文學系 ─ 英语文学专业、英语翻译学专业 - 日語日文學系 - 中語中文學系 - 哲学伦理文化學部 ─ 哲学系、伦理文化学专业 - 歷史學系 - 理工學院 - 數學系 - 化學系 - 統計學系 - 物理半導體學部 ─ 物理学系、半导体科学系 | - 法學院 - 法學系 - 社會科學院 - 政治行政學部 ─ 政治外交学专业、行政学专业、朝鲜学专业 - 经济通商學部 ─ 经济学专业、国际通商学专业、国际贸易学专业 - 社会新聞情報學部 ─ 社会学专业、新闻传媒学专业 - 警察行政學系 - 管理和食品工業學系 - 廣告宣傳学系 - 經營學院 - 經營學部 ─ 经营学专业、会计学专业、经营情报学专业 | - 生命科學院 - 生態环境科学系 - 生命科学系 - 食品生命工学系 - 医學生命工学系 - 工學院 - 建設环境工学系 - 建設工学系 ─ 建设工学专业、建设学专业 - 机械机器人能源工学系 - 多媒体工学系 - 产业系统工学系 - 电子电器工学部 ─ 电子电器工学专业 - 电脑信息通信工学部 ─ 电脑工学专业、信息通信工学专业 - 化工生物工学系 - 教育學院 - 教育学系 - 國語教育系 - 历史教育系 - 地理教育系 - 数学教育系 - 家庭教育系 - 体育教育系 | - 藝術學院 - 美術學部 ─ 佛教美术专业 / 韩国画专业 / 西方画专业 / 雕塑专业 - 演劇學部 ─ 話剧专业/ 音乐剧专业 - 戲劇電影學系 - 藥學院 - 藥學系 |

## 大學院（研究所）
- 影像研究院
- 工商管理硕士(MBA)研究院
- 佛教研究院
- 行政研究院
- 教育研究院
- 舆论信息研究院
- 文化艺术研究院
- 国际信息研究院
- 法务研究院

## 附屬設施
- 東國大學圖書館
- 東國大學附屬韓國語學堂（提供國際交換學生學習之地）

## 著名校友
- 朴安洙 韓國陸軍大將（前陸軍參謀總長）2024尹錫悅戒嚴事件總司令
- 金柱赫
- 金惠秀
- 姜素拉
- 姜永晛 DAY6成员
- 許嘉允 前4minute成员
- 朴敏英
- 安胜浩 H.O.T.成员
- 文晸赫 Shinhwa成员
- 安七炫 H.O.T.成员
- 全智賢
- 李多海
- 韓彩英
- 高賢廷
- 尹素怡
- 蔡貞安
- 韓石圭
- 蘇有珍
- 韓孝周
- 蔡時娜
- 李美妍
- 金素妍
- 徐英熙
- 鄭多彬
- 李美淑
- 李昇基
- 李章宇
- 新慜娥
- 夏希羅
- 柳時元
- 趙寅成
- 朴新陽
- 李志勳
- 李德華
- 李玲詩
- 崔貞媛
- 安妍紅
- 金敏熙
- 李成宰
- 李政宰
- 崇山行願
- 李海瓒
- 咸慇晶 T-ara成员
- 林潤娥 少女时代成员
- 閔先藝 前Wonder Girls成员
- 李宣美 Wonder Girls成员
- 徐朱玄 少女时代成员
- 朴河宣
- 李玹雨
- 金智媛
- 孫娜恩 前Apink成员
- 吳漣序
- 朴珉河 前Nine Muses成员
- 權昭賢 前4minute成员
- 安勝浩
- 李奎炯
- 徐仁國
- 呂義柱
- 鄭恩宇
- 尹智聖 Wanna One成員兼隊長
- 孫東雲 Highlight 成員
- 金權
- 李智漢 已故演員
- 朴研美 脫北者
- 李知禹 tripleS成员
- 姜睿序 Kep1er成员
- 金祐賢 김우신